# 庆元县
庆元县是中国浙江省丽水市下辖的一个县，位于浙江省西南部，邻接福建省。縣人民政府駐松源街道石龙街32号。区域面积为1,897.41平方公里。

## 历史
庆元县始置于南宋庆元三年(1197年)，南宋政府以处州龙泉县的松源乡置县，以年号为县名，属处州。元朝后历属处州路、安南府、处州府。民国初，全国废府，庆元县直属浙江省，后属甌海道。1932年起，历属第三特区、第九区、第六区。1949年后，属丽水专区，1958年并入龙泉县，1973年复置县，属丽水地区。

## 地理
庆元县北临丽水市下辖的龙泉市、景宁畲族自治县，东、西、南三面分别与福建省寿宁县、松溪县、政和县交界。

### 地貌
地势自东北向西南倾斜，大部分为山。北部和东部为洞宫山脉，主峰百山祖海拔1875米，是浙江省第二高峰。

### 气候
庆元县气候属亚热带季风气候,温暖湿润。年平均降水量1760毫米。

### 风景名胜
- 双苗尖风景区
- 百山祖
- 百瀑沟
- 西洋殿
- 荐元塔
- 巾子峰

## 行政区划
庆元县下辖3个街道办事处、6个镇、10个乡：
濛洲街道、屏都街道、松源街道、黄田镇、竹口镇、荷地镇、左溪镇、贤良镇、百山祖镇、岭头乡、五大堡乡、淤上乡、安南乡、张村乡、隆宫乡、举水乡、江根乡、龙溪乡和官塘乡。

## 人口
根據第七次全国人口普查數據，截至2020年11月1日零時，慶元縣常住人口為142551人。